# Passeig del Postiguet
El passeig de Gómiz, més conegut com a passeig del Postiguet, és un passeig marítim de la ciutat valenciana d'Alacant. S'estén enfront de la platja del Postiguet, des de la plaça de la Porta de la Mar fins a l'estació de la Marina, i discorre en paral·lel a les vies de la línia L5 del tramvia, l'avinguda de Juan Bautista Lafora i el carrer de Jovellanos. Deu el seu nom a Manuel Gomiz Orts, alcalde d'Alacant des de 1890 a 1893, ja que va ser durant el seu mandat quan es va començar a construir el passeig.
El passeig disposa d'un jardí amb una llarga fila de palmeres (que se sumen a les que ja es troben a la platja) i una sèrie de bancs per asseure's enfront del mar. En la part més propera a la Porta de la Mar, se situen dues terrasses molt turístiques; just darrere de la segona, està la parada del tramvia de Porta del Mar. Des d'aquest punt i durant diversos metres, el passeig discorre en paral·lel a un aparcament de vehicles a l'aire lliure. A continuació, es troba un petit edifici que alberga el lloc d'emergència de la platja i, al costat d'ell, l'escultura urbana Despertar, de l'artista Margot González Orta. Després, comença la rampa que dona accés a la passarel·la del Postiguet, que salva el desnivell entre la platja i el barri del Raval Roig, en les faldes de la serra del Benacantil. El passeig es perllonga fins al tram final de la platja i acaba formant una xicoteta rotonda per als vianants darrere de l'estació de la Marina del tramvia.

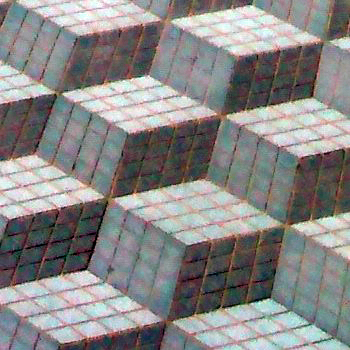
Detall del paviment

El sòl del passeig està format per llambordes amb diferents tons de blau turquesa que, col·locats de tres en tres, formen un mosaic de figures hexagonals. El tabloide britànic The Daily Mail recollia en 2011 les queixes d'alguns turistes que deien sentir marejos després de fixar la vista sobre aquest paviment mentre caminaven embriacs.